# 고마쓰 기요카도
고마쓰 기요카도(일본어: 小松清廉 こまつ きよかど[*])는 일본 제국의 정치인이다. 구명(旧名)은 키모츠키 카네타케 (肝付 兼戈)이다. 통칭은 나오고로(尚五郎), 후에 개명하여, 다테와키(帯刀). 유신십걸 중 한사람이다. 사츠마국 요시토시 (2600석) 영주이다.
사츠마번을 웅번으로 승격시킨 번정개혁과 에도 막부 말기 정국 (삿초동맹, 대정봉환 등)에서 중요한 역할을 하였다.
메이지 유신 직후에 병으로 사망하였기 때문에, 메이지 정부에서 활약한 같은 사츠마 출신의 사이고 다카모리나 오오쿠보 도시미치의 지명도에 가려지기 일쑤였으나, 코마츠 가문에 대해 많은 기록을 쓴 타마자토 시마즈가 사료의 레이메이칸 기증으로 21세기에 업적에 대한 연구와 재평가가 진행되었다.

## 생애

### 소년기
덴포 6년 (1835년) 10월 14일, 사츠마국 가고시마성하 야마시타정의 키이레 저택에서 키이레 영주 키모츠키 카네요시 (5500석)의 3남으로써 태어났다고 하는데, 족보에 따르면 카네요시의 4남이다. 둘째 형 카네츠구가 3세 (만 1세)로 요절한 탓에 3남처럼 자랐을 것이다. 어머니는 시마즈 히사누키 (마타자에몬)의 딸이다. 부모는 둘째 형 요노스케(要之介)를 총애하고 있어, 유모도 급한 성격이었기에 부모의 사랑을 받지 못하고 자랐다고 한다. 13, 14세 무렵부터 학문적 재능을 발휘하여, 한학자 요코야마 야스히로 밑에서 유학을 공부하게 되었다. 그러나, 체질적으로 허약했던 것과, 밤낮을 가리지 않는 면학이 화가 되어 17세가 됐을 무렵부터 병으로 누워지내기 쉬운 생활을 보내게 되었다. 그러나, 면학에 대한 향상심은 줄어들지 않고, 온천치료하러 간 곳에서도 지역이나 신분이 다른 여러 사람들로부터 지식이나 생각을 배워나갔다고 한다. 그 밖에도 가도(歌道)를 핫타 토모노리에게 배워 호를 관란(観瀾), 향설재(香雪齋)라고 칭하였다. 또한, 병약하면서도 무술 수련에도 힘써, 연무관에서 지겐류(示現流)를 배웠다.

### 출사
안세이 2년 (1855년) 정월에 21살에 오쿠코쇼(奥小姓) 및 킨쥬반(近習番)직에 임명되고, 같은 해 5월에 에도 근무를 명받았다. 그러나, 에도에서 근무한지 불과 2개월만에 귀국 명령을 받아, 같은 해 10월 8일에 가고시마에 도착했다. 돌아오는 도중에 쓴 여행일기에는 키요카도가 지은 노래가 여러 편 남아있다. 안세이 3년 (1856년), 요시토시 영주 코마츠 키요모토 (2600석)의 후손 양자가 되어 가독을 승계받고, 미야노하라 카즈에의 양녀가 되었던 키요모토의 동생 치카와 결혼하였다. 안세이 5년 (1858년) 7월에 시마즈 나리아키라가 사망하고, 시마즈 타다요시가 번주가 되자 키요카도는 당번부(当番頭) 겸 소샤반에 임명되어 슈세이칸의 관리와 화폐 주조를 직무로 하였다. 그 후, 만엔 원년 (1860년)에는 이세 아악 혼고 사쿠자에몬 등과 함께 벤텐부두 담당 명령을 받았다.

### 에도 막부 말기 동란
분큐 원년 (1861년)에 히라사 영주 혼고 히사노부와 함께 나가사키 출장을 명받아 1월 17일에 증기선 天佑丸에 승선해 마에노하마를 출발하였다. 나가사키에서는 통사를 고용하여 네덜란드 군함에 승선하여 군함 조작, 파열탄 · 수뢰포술학 등을 수학, 야기 하루에츠 (八木玄悦), 이시카와 세이류 (石河正龍) 등과 함께 연구하고 있다. 가고시마에 돌아온 같은 해 6월, 이시카와에 의해 타다요시의 참관 하에, 전기 전도로 수뢰를 폭발시키는 시연이 이루어졌으며, 이들 공적에 따라 같은 해 5월 18일, 시마즈 히사미츠의 소바야쿠(側役)로 발탁되었다. 10월에 들어서 대폭적인 인사 이동으로 히사미츠 체제가 확립되자, 키요카도는 어개혁어내용가(御改革御内用掛)로 임명되어, 번정 개혁에 착수했다. 산하에 오오쿠보 도시미치가 있었다. 분큐 2년 (1862년)에 히사미츠에 의한 상락(上洛)을 수행했으며, 귀국 후에는 가로직에 취임했다. 사츠에이 전쟁에서는 연구한 수뢰를 가지고 가고시마만에 배치하는 등 주력을 다했다. 전후, 슈세이칸을 재건하여, 특히 증기선 기계철공소 설치에 진력하는 한편, 교토에서 주로 조정이나 에도 막부, 다른 여러 번과의 연락・교섭 역할을 맡았으며, 참예회의 등에도 배석했다. 한편으로는 어군역(御軍役), 고쇼카게(御勝手), 증기선 담당, 어개혁어내용(御改革御内用) 담당, 류쿠산물방(琉球産物方) 담당, 당물단속(唐物取締) 담당 등을 겸무하며, 번정을 이끌고 오오쿠보, 마치다 히사나리와 함께 양학교 "카이세이죠(開成所)"를 설치했다.
금문의 변 (1864년)에는, 막부의 출병 요청에도 소극적인 태도를 보이다가 칙명이 떨어지자 사츠마번 병사를 이끌고 막부 측의 승리에 기여했다. 전후, 쵸슈번에서 탈취한 군량미를 전쟁의 화마로 고통받은 교토 사람들에게 나누어 주었다. 같은 해의 제1차 쵸슈 정벌에는 쵸슈번의 사죄항복에 진력을 다했다.
일단 교전을 벌인 쵸슈번과의 관계 수복을 꾀하고, 쵸슈번에 의한 군함 "유니온호" 등 무기 구입을 알선했다. 교토에 체류하던 기간 중, 토사번을 탈번한 낭사인 사카모토 료마와 절친해졌다. 카메야마 사중 (亀山社中, 후의 카이엔타이) 설립을 원조하거나, 료마의 아내 오료를 돌봐주기도 하였다. "유니온호"의 수입이나 운용 등 실무를 담당한 것도, 료마 외 콘도 쵸지로 등의 토사 낭인 그룹이다. 코마츠는 또, 쵸슈의 이노우에 카오루와 이토 히로부미를 나가사키 사츠마 번저택에 숨겨놓고 글로버와 거래한 뒤, 가고시마로 이노우에와 함께 삿쵸동맹을 교섭했다. 또한 삿쵸동맹에서의 밀약이나 키도 타카요시 (카츠라 코고로)가 머물렀던 곳도 교토 키요카도의 저택이었다고 전해진다. 이 저택은 코노에가 별저 "오하나바타케(御花畑)"로 통칭되며, 그 규모와 내용, 구체적인 소재지가 2016년 5월, 교토와 가고시마에서 잇따른 사료 발견에 의해 확정되었다.

### 메이지유신
사츠에이 전쟁에서 싸운 영국과 사츠마의 우호를 위해 진력하고, 고다이 토모아츠 등을 은밀히 영국으로 유학 보냈다. 또 영국 공사 해리 파크스를 사츠마로 초대해 시마스 히사미츠와 만나게 했다. 효고가 개항되자, 야마토 교역 컴퍼니라는 주식회사를 설립해 무역 확대에도 힘썼다. 제 2차 쵸슈 정벌 (1866년)에는 반대하고, 게이오 3년 (1867년)의 삿토 맹약과 삿토 밀약, 사후회의(四侯会議) 등 여러 번과의 교섭에 관여했다. 토막의 밀칙(討幕の密勅)에서의 승낙서에는 사이고 타카모리와 오오쿠보 도시미치와 함께 서명했다. 대정봉환 발표 때는 번 대표로 도쿠가와 요시노부의 쇼군 사직을 헌책하고, 섭정 니조 나리유키에게 대정봉환의 상주를 수리하도록 강요하였다. 사이고, 오오쿠보를 이끌고 사츠마로 돌아와 번주 시마즈 타다요시의 병사를 거느리고 상락하기를 주장했다. 상락의 수행을 명받았으나, 병으로 이를 단념하였다. 메이지 2년 (1869년) 9월, 메이지 유신의 공으로 상전록 1천석이 수여된다.
메이지 정부에서는 총재국 고문, 징사 참여와 외국 사무 담당, 외국관부지관사, 현번두 등의 요직을 역임했다. 프랑스가 에도 막부의 빚을 신정부가 갚지 않는다면 요코스카 조선소를 압류하겠다고 주장할 때, 키요카도와 오오쿠마 시게노부는 영국에서 돈을 빌려 프랑스에 갚으면서 궁지를 벗어났다. 그 밖에도 사카이 사건이나 우라카미 4번 붕괴의 교섭을 실시했다. 또, 글래버, 고다이 토모아츠와 함께 일본 최초의 서양식 도크를 갖춘 코스게 수선장을 건설했다.

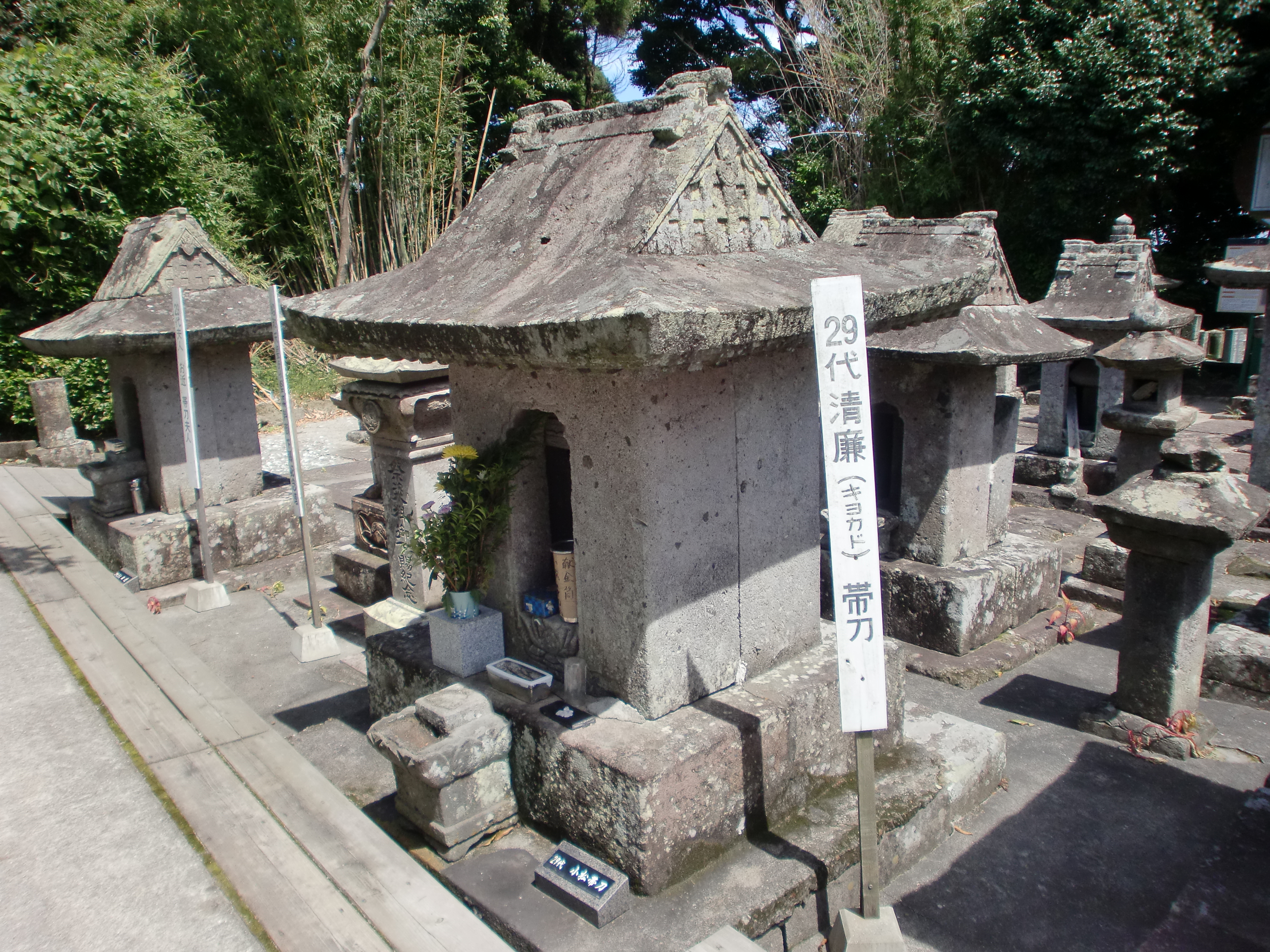
네지메 코마츠가 역대 묘소에 있는 코마츠 키요카도의 묘

### 병과 최후
메이지 2년 (1869년) 1월 11일에는 오오쿠보에 판적봉환 신청을 재촉하고, 1월 20일에는 요시이 토모자네와 함께 가고시마에 돌아왔다. 같은 해 1월 8일자로 오오쿠보에게 보낸 편지에는 이 무렵 네덜란드인 안토니우스.F.보드윈의 진찰을 받은 것이 기록되어 있다. 코마츠의 병세는 만엔 원년무렵부터 "다리에 통증"을 앓고 있어 입욕을 통한 치유가 종종 이루어지고 있었다. 메이지 원년 10월 8일에는 "가슴통증", 같은 해 12월 8일에는 "폐병"이 기록되었지만, 이 증상은 이후 언급되지 않았고, 같은해 9월 중순에는 왼쪽 하복부의 종양의 존재를 기록하고 있어, 보드윈은 절제하기 어렵다고 판단했다고 한다.
의사는 3월 10일에는 나가사키에서 이노우에 카오루 등과 협의한 뒤, 2월 1일에 다시 귀번한다. 2월 4일에는 병으로 영지 · 가격(家格)의 반환을 청원하고, 5월 15일에 관리 공선에 의해 퇴직한다. 판적봉환에서는 히사미츠를 설득하여 자신의 영지를 반납하는 솔선수범을 보이면서 8월 17일에는 영지반납이 허가되고 영세록 3백석이 지급되며, 9월 26일에는 상전록 1천석이 지급되었다. 9월에는 하복부의 종양이 악화되어 오사카 사츠마굴 (오사카시 니시구 이타치보리)에 집을 빌려 살았다.
메이지 3년 (1870년) 1월에 오오쿠보나 키도 등이 코마츠를 문병하는데, 이 무렵에는 유언장을 작성하고 있었다. 7월 20일, 오사카에서 병사, 향년 36세, 그가 사망할 때, 미키 코토 (코토 센코)가 간병하고 있었다. 장례식은 같은 해 7월 21일에 텐노지무라 유우히가오카 (오사카시 텐노지구 유우히가오카)에서 신식으로 거행되었다. 메이지 9년에는 유골이 코마츠가의 옛 영지 요시토시의 원림사 폐사 터인 가고시마현 히오키시 히요시쵸요시토시의 네지메 코마츠가 역대 묘소로 옮겨졌다.

## 인물
- 애처가로, 신혼 시절인 안세이 3년 4월 23일부터 5월 6일 (1856년 5월 26일 ~ 6월 8일)에 걸쳐 당시 희귀한 신혼여행으로 키리시마의 에이노오 온천에 체재한 기록이 있다. 이 체재에는 치카의 아버지도 동행했다. 덧붙여서 일본 최초의 신혼여행을 갔다는 료마와 오료는 테라다야 사건 직후인 게이오 2년 (1866년)으로, 실제로는 키요카도가 10년 앞서 신혼여행을 갔다는 이야기가 된다.
- 관용적이고 말을 잘하고 명쾌한 인품으로 인망이 두터워 젊은 나이에 사츠마번의 중직에 발탁되었다. 사이고 타카모리를 처음 만나러 갔을 때, 사이고가 신분상으로는 훨씬 위라고 하지만 자신보다 7살이나 어린 코마츠의 아량을 시험하려고 일부러 방에서 누워 코마츠를 기다리고 있었는데, 코마츠는 그 모습을 보고 화를 내지 않고 오히려 사이고를 위해 베게를 가져오도록 하인에게 재촉했기 때문에, 사이고는 그 한마디를 듣자마자 코마츠에게 사과하고 충성을 맹세했다. 신정부에서도 장래가 촉망되었다.
- 측실인 코토는 타테와키 (키요카도) 사후, 장남 야스치요를 가고시마의 치카에게 맡기고, 타테와키와 친분이 두터웠던 고다이 저택에서 장녀 스미와 함께 살았다
- 다이쇼 11년 (1922년), 당시 철도 대신은 키요카도의 자손인 백작 코마츠 시게하루에게 시나가와역 입매 영업권을 허가하고 있다. 이는, 키요카도가 게이오 3년 (1867년)에 철도부설 건의서를 제정한 공적을 고려한 데 따른 것이다. 이것에 의해, 코마츠가는 "주식회사 토키와켄"으로서 성선(철도성선, 현재의 JR) 시나가와역에서 역 한정 도시락 등의 판매를 개시했다. 그러나, 2010년 (헤이세이 22년)의 시나가와역 개장을 기회로, 역빌딩의 르미네 더 키친으로 옮겼지만 곧 폐점했다. 역 메밀국수와 도시락 등은 계속 영업을 하고 있다.
- 사카모토 료마의 신정부 인사 구상에서는, 사이고나 오오쿠보, 카츠라 등을 누르고 필두로 꼽히고 있었다.
- 하기 참고 문헌 중, 세노토미요시에 의하면, 키요카도는 승마의 달인으로, 밤에 연등을 꽂고 말을 타도 연등이 흔들리지 않았다고 한다.

## 평가
- 오오쿠마 시게노부 : 풍채 당당하고 언변 상쾌하게 학식있고 사기 비천하기 짝이 없습니다. 여기에 더해 사츠마의 명문으로서 위망스럽고도 무거우며 외국의 부지관사로 가장 적임자다.
- 어니스트 사토우
  - 내가 아는 일본인 중 가장 매력적인 인물
  - 가로의 집안이지만, 그런 계급의 인간답지 않게 정치적 재능이 있고 태도가 남보다 뛰어나며, 게다가 우정이 두텁고, 그런 점에서 사람들에게 걸출하였다.

## 계보
본성은 헤이시 (타이라노 코레모리 데릴사위로 인해 타케베씨로 개성)이다. 가계는 네지메씨(禰寝氏) 적류에 해당되며, 에도시대 중기에 네지메씨 직계는 코마츠 키요타카가 코마츠씨로 개성했다. 동가 가몬은 다키오니카지의 잎이다. 정식 성명은 타이라노아손 코마츠 타테와키 키요카도(平朝臣小松帯刀清廉)이다.
키요카도는 게이오 2년 (1866년)에 정실인 코마츠 치카 (1828년생)의 조카 마치다 신시로 사네타네 (사츠마번 제1차 영국 유학생, 마치다 히사나리 동생)를 양자로 맞이해 키요츠구(清緝)로 개명했다. 키요카도의 사후, 키요츠구가 메이지 3년 (1870년) 10월에 가독을 계승했지만, 메이지 5년 9월 25일 (1872년 10월 27일)에 키요카도와 측실 미키 코토 (1848년생)의 장남으로 치카가 양육하고 있던 키요나오에게 가독을 물려주었다. 치카와의 사이에선 자식이 없고, 코토와의 사이에선 키요나오와 딸 스미 (スミ, 1870년생)가 있었다.
그 후, 키요나오는 30세에 은퇴, 그의 적자 타테와키 (1884 ~ 1905)는 조부 키요카도의 공에 의해 백작 작위를 받지만, 메이지 38년 (1905년) 3월에 사망하였다. 가독은 키요나오의 차남 시게하루 (1886 ~ 1925)가 상속하고, 경국은행 행장을 맡는 등, 경제계에서 활약했다. 그 후, 시게하루에게는 대를 이을 아들이 없었기 때문에, 후작 사이고 쥬도의 7남 쥬시 (1883년생, 사냥관겸 주마료사어용 담당)가 양자가 되어 가독을 상속했다. 그 후, 쥬시와 그의 아내 치요코 (1894년, 야마구치 케이조의 장녀)의 아들 코마츠 아키미치 (1913년)가 작위를 계승했다. 아키미치의 사위로 스기야마 야스시가 있다. 시게하루의 누나인 하나 (1885 ~ 1974)는 와키자카씨 14대 당주이자 자작인 와키자키 야스유키 (1876 ~ 1939)의 후처가 되었다.
시게하루까지의 묘소는 가고시마현 히오키시 (히요시쵸요시토시)의 코마츠가 (네지메 코마츠씨) 역대 묘소이지만, 쥬시 이후의 묘소는 도쿄에 있다.

## 관련 작품
- 료마가 간다
- 나는 듯이
- 도쿠가와 요시노부 (드라마)
- 아쓰히메 (드라마)
- 료마전

| 전임 코마츠 키요모토 | 제29대 네지메 코마츠가 당주 1856년 ~ 1870년 | 후임 코마츠 키요츠구 |